# أدب مقارن
الأدب المُقارَن هو مجال أكاديمي يدرس الأدب والتعبيرات الثقافية متجاوزاً الحدود اللغوية والوطنية والجغرافية والتخصصية. وهو فن منهجي يبحث عن علاقات التشابه والقرابة والتأثير، كما يسعى للتقريب بين الأدب وبين مجالات التعبير والمعرفة الأخرى، وكذلك إلى التقريب بين الظواهر والنصوص الأدبية بعضها وبعض، سواء المُتباعدين منهم وغير المُتباعدين لهذه النصوص في الزمان والمكان. ولكن شريطة الانتماء إلى لغات وثقافات مُتعددة من أجل الوصول إلى وصف أكثر دقة، ومن أجل فهم وتذوق أفضل لها.
عرف الناقد الأمريكي هنري ريماك الأدب المقارن:
"الأدب المقارن هو دراسة الأدب خلف حدود بلد معين، ودراسة العلاقات بين الأدب من جهة ومناطق أخرى من المعرفة والاعتقاد من جهة أخرى، وذلك من مثل الفنون (كالرسم والنحت والعمارة والموسيقى والفلسفة، والتاريخ)، والعلوم الاجتماعية (كالسياسة والإقتصاد والاجتماع، والديانة) وغير ذلك. وبإختصار هو مقارنة أدب معين مع أدب آخر أو آداب أخرى، ومقارنة الأدب بمناطق أخرى من التعبير الإنساني".
كما أن مصطلح (الأدب المقارن) غير دقيق في مدلوله على المراد، لأن الأدب المقارن منهج في الدراسة وليس أدباً إبداعيًا، والصواب أن يقال في المصطلح: (الدراسة المقارنة للأدب) أو نحو ذلك من المصطلحات، لكن مصطلح (الأدب المقارن) شاع وذاع وراج بين الباحثين لخفته وسهولته.
وقد لخص موريس فرانسوا جويار (Maurice Francois Guyard) في بدايات عمله كمتخصص في الأدب المقارن عام 1951 مفهوم الأدب المقارن بتسجيل «تاريخ العلاقات الأدبية العالمية، تبين لنا أجمل النجاحات المحلية تعتمد دائمًا على الأساسيات الأجنبية».
أما تاريخ الأدب العام فقد أكد فان تيجيم (Van Tieghem) أنه يعني توحيد تاريخ الآداب المختلفة: حيث ينسج الأدب المقارن بين الأعمال الأدبية المختلفة تفاصيل تاريخ الأدب أكثر عمومية وشمولًا. إلى هنا تعود نشأة مفهوم كلمة «الأدب العام».
نشأ الأدب المُقارن في فرنسا في أوائل القرن التاسع عشر، ويعتبر عصر القوميات الذي ارتبط بأهمية التاريخ والذي علي عناية خاصة بالتراث والفلكلور الشعبي.
وتعتبر جريدة لو جلوب (Le Globe) هي جريدة أدبية أسست عام 1824 وتعبر عن النقد، كما ابتكر «جوته» (Goethe) قائلاً: اني أحب تعلم الآداب الأجنبية وانصح كل شخص بأن يسعى إلى تعلُمها من جانبه .
وقد تزامن نشأة الأدب المقارن مع الأدب القومي الليبرالي المُنفتح الذي تطور من خلاله النقد الفرنسي المحترف، ولقد مهدت العلوم الطبيعية لمُقارنة الظواهر المُتشابهة.
والأدب المقارن فرع من فروع العلم يُدرسُ من خلاله الأدب القومي من حيث تأثره أو تأثيره في آداب قومية أخرى. وهو بوصفه فرعاً من فروع العلم يخرج من منطقة الإبداع الأدبي إلى منطقة دراسة الإبداع الأدبي.
ولفد كان كوفيين (Cuvien) هو الذي أعطى للمقارنة في العلوم الطبيعية معناها الحقيقي ببحثه المعنون «التشريح المقارن» (1800-1805).
ولقد وُلد بالفعل الأدب المقارن في 12 مارس 1830 في مرسيليا في الجامعة الحرة المعروفة (الأتينة) التي كانت تُدرس بها الأفكار الليبرالية تحت غطاء من الآداب والعلوم.
حيث تحدث جون جاك أمبير (Jean-Jacques Ampere) في خطبته الافتتاحية لمحاضراته العامة في جامعة الوربون عن التاريخ المقارن لأداب والفنون عند جميع شعوب الأرض بعنوان الأدب الفرنسي وعلاقته مع الآداب العالمية في العصور الوسطي  عن دراسات مقارنة بدونها لا يكتمل التاريخ الأدبي.
يعتبر كل من فيلمان (Villemain) وشال (Chasles) من رواد الأدب المقارن إلى جانب جون جاك أمبير، فلقد استخدم فيلمان لأول من مرة في المقدمة تعبير الأدب المقارن حيث قال أنه أراد أن يُظهر المقارنة أن ما يدين به الفكر الفرنسي أعاد لأداب الأجنبية.
كما لخص شال بمناسبة محاضرته الافتتاحية في 17 يناير 1835 أهداف «الأداب الأجنبية المقارنة». كما اقترح شال شال عدم فصل تاريخ الأدب وتاريخ الفلسفة وكذلك تاريخ السياسة وأراد أيضاً أن يسجل تاريخ الفكر ويوضح تأثير وتأثر الأمم المختلفة بعضها وبعض. ولقد تأسست تحت رعايته  لا ريفيو دي نورد (La Revue du Nord).
ولكن على الرغم من ذلك لم تعترف الجامعة الفرنسية بالعلم الوليد فلقد كان يُدَّرَس الأدب المقارن في محاضرات بعنوان الآداب الأجنبية المقارنة ويعتبر المؤتمر الدولي للأداب في باريس 16 يونيو 1878 الاجتماع الأول الذي ترأس جلسته الكاتب الشهير فيكتور هوجو (Victor Hugo) وتورجينييف الكاتب الروسي. ولقد دعم جهود المتخصصين في تاريخ الأدب الفرنسي جهود رواد الأدب المقارن وأخيراً فلقد ظهر كجزء من تاريخ الأدب في المدرسة العليا حيث قام برينتيار (Bruntiere) بتدريس الأدب المقارن من (1890-1891).
ويعرف ميدان الأدب المقارن توجهين أساسيين؛ الأول تمثله تاريخيًا المدرسة الفرنسية، أما الثاني فهو إتجاه المدرسة الأمريكية، وكان بعد مؤتمر«شابل هيل» الذي عقد سنة 1958، حيث قدم فيه روني ويلك نقداً حاداً للمدرسة الفرنسية، رافضاً إغراقها في تتبع حقائق التأثير والتأثر دون الاهتمام بالنص في حد ذاته.

## مدارس الأدب المقارن
المدرسة الفرنسية، والأمريكية، الألمانية، الإنجليزية، الإيطالية، السلافية، والمدرسة العربية.

### المدرسة الفرنسية
وقد ارتبطت بالمنظور التاريخي للأدب، إذ يرى دارسو الأدب الأعمال الأدبية في صورة أعمال منتظمة في نسق تاريخي، ويطبقون مقولات التأريخ وفلسفته ومناهجه في دراساتهم الأدبية. وتبدأ هذه المقولات بمقولة (النسبية الزمانية والمكانية) أي أن لكل زمان ومكان تقاليد وأذواق ومعايير وأعراف ونظم سياسية واقتصادية واجتماعية تحكم هذا المكان والزمان، ثم إن هذه التقاليد والأذواق والمعايير تتغير بمرور الزمان واختلاف الأمكنة، وعليه؛ فلابد من الرجوع بالعمل الأدبي حين دراسته إلى فضائه الزماني والمكاني، وأن لا نفسره أو نحكم عليه بأعين عصرنا الحاضر، وإنما بأعين معاصريه.
ثم تأتي مقولات التاريخ الأخرى التي يُطبقها أصحاب المدرسة الفرنسية من مثل: السببية، والنشوء والتطور للظواهر الأدبية، واليقينية وهي تخص العمل الأدبي في توثيقه.
من أشهر أقطاب المدرسة الفرنسية: فان تيجم، فرنسو جويار، رينيه إيتامبل.
مفاهيم المدرسة الفرنسية
1.  مفهوم التأثير (The Concept of Influence): يأخذ هذا المفهوم عدة أشكال مما يؤدي لاستعمالها بشكل خاطئ من قِبل علماء الأدب المقَارن لعدم قدرتهم على التمييز بينهم، مفهوم التأثير هو انتقال (بشكل مقصود أو غير مقصود) لفكرة أو موضوع أو صورة أوعرف أدبي أو انطباع من عمل أدبي لآخر. قسم العلماء هذا المفهوم لنوعين وهما التأثير الأدبي وغير الأدبي"Literary' and 'Non-Literary' Influence'"، والتأثير المباشر والغير مباشر. أما التأثير الأدبي وهو المفهوم الأساسي للمدرسة الفرنسية فمثل الدراسة المقارنة بين مسرحية بيجماليون لتوفيق الحكيم وجورج برنارد شو أو بين الأدب العربي والفارسي، وأما التأثيرغيرالأدبي فمثل تأثر رفاعة الطهطاوي بالأدب الفرنسي، ويعد التأثيرغير الأدبي أقل أهمية للمدرسة الفرنسية لأن الكاتب المُتأثر (المُستقبِل) لا يتشرب مقومات أو مكونات عمل فني محدد لعمله الفني بل يتشرب بعض المكونات الرئيسية والتي يشكلها لعمل فني. وأما التأثير المباشربين عمليين أدبيين فيحدث عندما يكون هناك تواصل بين الكاتبين سواء كانت من خلال قراءة النص الأصلى للكاتب أو تواصل مباشر معه، كما يعد إثبات هذا التأثير صعبًا وبخاصة عندما لا يذكر الكاتب المتأثر من تأثر به سواء أكان عمدًا أو سهوًا، ويحدث التأثيرغير المباشر بين كاتبين مختلفين لا يوجد بينهما أي تواصل مباشر بسبب حاجز اللغة ويحدث من خلال وسطاء كالأشخاص أو الترجمات وإلخ.
2.  مفهوم الإستقبال (The Concept of Reception): ليحدث أي تأثر بعمل فني لابد من إستقباله أولًا، وقد يُستقبل العمل الفني فلا يتأثر به الكتّاب، مثال لاستقبال والتأثر بعمل فني هو ترجمة فيتزجيرالد لرباعيات عمر الخيام، وأما مثال للأعمال التي تم استقبالها ولكن لم تُأثر في الكتاب فهى الأعمال اليونانية التي تمت ترجمتها للغة العربية في عصر النهضة والتي لم تلقَ إهتمام بسبب الاختلاف الثقافى والديني.
3.  مفهوم المحاكاة والاستعارة (The concept of Imitation and Borrowing) : ويختلفان في المعنى ولكنهما متصلان ببعضهما، والفارق أن الكاتب مقيد وملزم بالنص الأصلي في الاستعارة أما في المحاكاة فلا.
4.  مفهوم التأثر الإيجابى والسلبي (Positive and Negative Influence): التأثر الإيجابي بعمل فني هو التأثر العادي كما قد تم ذكره بأشكاله، أما التأثر السلبي فيحدث عندما يشعر الكاتب بأنه ملزم بالكاتبة كرد فعل ضد إهانة لشخصية وطنية محترمة في أدب أجنبي مثل مسرحية مصرع كليوباترا لأحمد شوقى والتي دافع فيها عنها ورسمها بصورة تختلف عن صورتها في الأدب الغربي الذي صورها كامرأة انتهازية وقللوا من شأنها.

### المدرسة الأمريكية
ولعل من أبرز من تزعّمها هو رينيه ويليك الذي يرى ضرورة أن يدرس الأدب المقارن كله من منظور عالمي، ومن خلال الوعي بوحدة التجارب الأدبية والعمليات الخلاقة، أي أنه يرى أن الأدب المقارن هو الدراسة الأدبية المستقلة عن الحدود اللغوية العنصرية والسياسية، وهو يعيب على المدرسة الفرنسية أنها تحصر الأدب المقارن في المنهج التاريخي، بينما تتسع الرؤية الأمريكية لتربط بين المنهج التاريخي والمنهج النقدي، باعتبارهما عاملين ضروريين في الدراسة المقارنة.

### المدرسة الروسية أو السلافية
يعتبر الاتجاه الروسي أو السلافي أو ما يسمى بالمدرسة الروسية أو السلافية، والتي ظهرت في روسيا وبلدان أوروبا الشرقية الاشتراكية، إحدى المدارس المهمة في الأدب المقارن، وهي مدرسة مبنية على أساس إيديولوجي.
وهي تملك نظرة شمولية للكون وللمجتمع وللثقافة والأدب وتؤمن " بأن هناك علاقة جدلية بين القاعدة المادية أو البناء التحتي للمجتمع، وبين البناء الفوقي الذي تشكّل الثقافة والأدب أهم مكوناته. 
فالمدرسة الروسية أو السلافية في الأدب المقارن المبنية على الفلسفة هي مدرسة لها نسق ثقافي يختلف عن مفاهيم المدرستين السابقتين؛ الفرنسية والأمريكية، في مفهومهما للأدب المقارن، وكذلك في الميادين التي تدخل في مجاله.